# Tipula (Microtipula) gutticellula
Tipula (Microtipula) gutticellula is een tweevleugelige uit de familie langpootmuggen (Tipulidae). De soort komt voor in het Neotropisch gebied.